# FXX
FXX  (acrónimo de Fox Extended Extra) es un canal de televisión por suscripción estadounidense, propiedad de The Walt Disney Company. Es el canal asociado de FX, con programación centrada en series de comedias originales y adquiridas y largometrajes para un grupo demográfico primario para hombres de 20 y 34 años. FXX se lanzó a las 7:00 AM EST/6:00 AM CST del 2 de septiembre de 2013, reemplazando a Fox Soccer.

## Historia
La creación de la red se remonta a la pérdida de los derechos de televisación en los Estados Unidos para transmitir los eventos de fútbol Premier League por Fox Sports (y por ESPN), cuando la cadena NBC consiguió el contrato de emisión con la liga en octubre de 2012. En enero de 2013, siendo aquel el principal deporte transmitido por el canal, se anunció que Fox Soccer sería cerrada como resultado y sería sustituido por un canal de entretenimiento en general, que actuaría como un servicio hermano de FX.
Fox Entertainment Group anunció oficialmente la sustitución de Fox Soccer y la conversión en FXX el 28 de marzo de 2013; su lanzamiento estuvo previsto para el 2 de septiembre de 2013. A través de una combinación del alcance establecido en los Estados Unidos se paga a los proveedores de televisión de paga para reemplazar este canal, así como los nuevos acuerdos con los proveedores de televisión por cable y satélite. FXX está disponible en aproximadamente 74 millones de hogares en Estados Unidos en el día de su lanzamiento.

## Programación
El cronograma de programación en FXX inicialmente contó con algunos ex series de FX: comedias como It's Always Sunny in Philadelphia, The League, Legit, y programas nocturnos como Totally Biased with W. Kamau Bell. Totally Biased se amplió a cinco noches en la semana. Además, una comedia "original" en el prime time será producida.
También se transmiten reposiciones de Parks and Recreation, How I Met Your Mother, Rescue Me, Arrested Development, Sports Night y Freaks and Geeks. En 2014 se incorporó a la parrilla la serie animada Los Simpson, estrenándose con una maratón de 12 días con todos los episodios en orden cronológico.
El 15 de julio de 2017, un partido de fútbol de la Copa de Oro de la Concacaf 2017 con el equipo nacional masculino de los EE. UU. Se emitió en FXX debido a conflictos de programación deportiva con Fox y Fox Sports 1; The Washington Post señaló que el partido probablemente se colocó en FXX en lugar de Fox Sports 2 debido a su transporte más amplio, ya que está disponible en casi tantos hogares como FS1, y en niveles básicos en algunos proveedores.

## Disponible en
Cable
- Verizon FiOS: Canal 191 (SD) / Canal 691 (HD)

Iptv
- AT&T U-verse: Canal 128 (SD) / Canal 1128 (HD)

Satelite
- DirecTV: Canal 259
- Dish Network: Canal 125